# 太平燕
太平燕とは
1. 福州語で「タイピンイェン」と読む、中国福建省福州の郷土料理。福建料理のスープワンタンの一種。
2. 「たいぴーえん」と「たいぴいえん」、または「たいぴんえん」と読み、日本でアレンジされた中華料理の一種。春雨スープにエビ、イカ、豚肉、白菜、タケノコ、キクラゲなどの五目炒めを合わせ、揚げ玉子を添えたもの。熊本県のご当地グルメ。麺料理の一種。

## 中国の太平燕

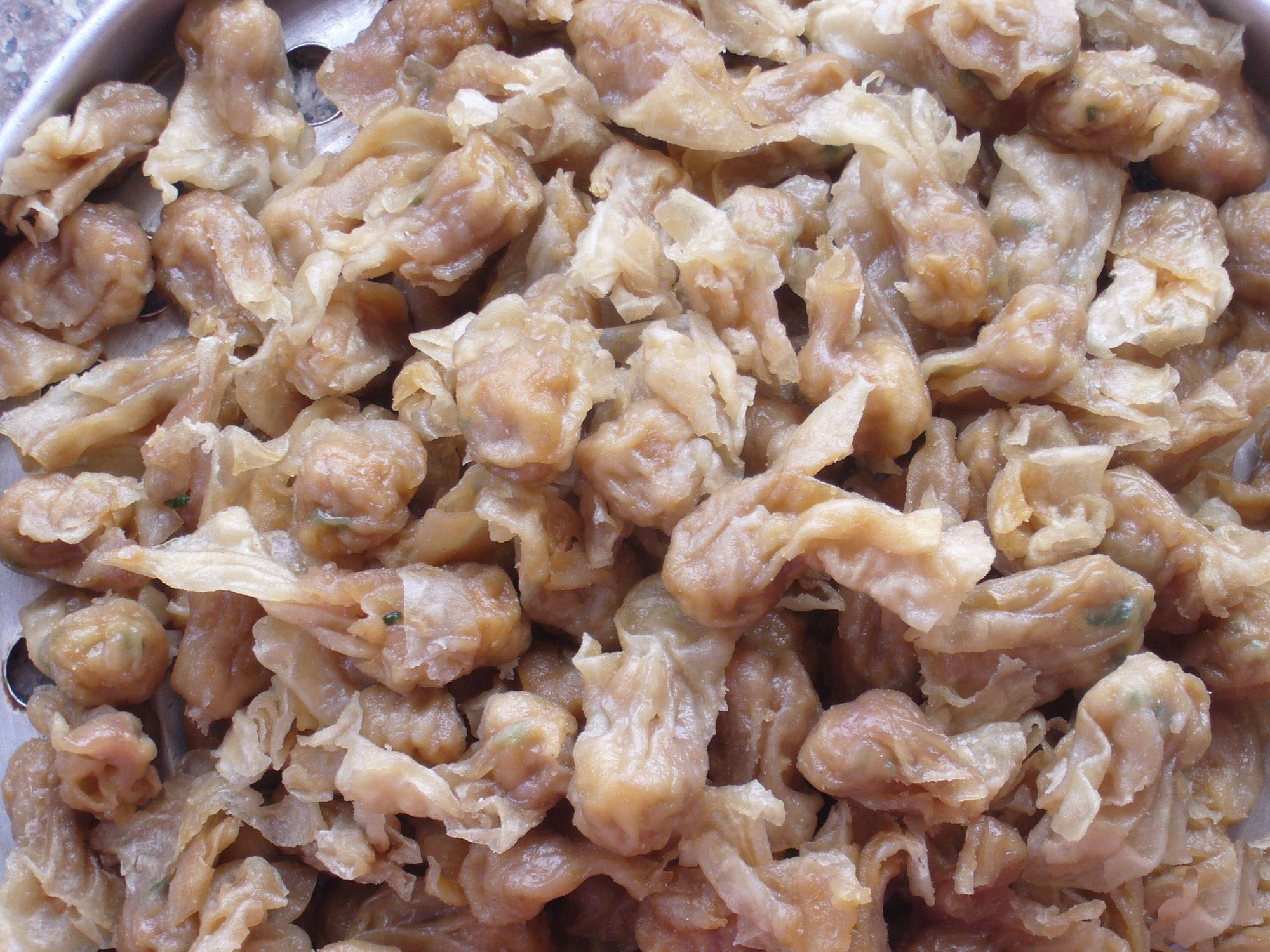
中国の太平燕

「タイピンイェン」は、中国福建省福州市の郷土料理。アヒルのゆで卵を入れたスープワンタンのようなものである。アヒルの卵は福州語で「鴨卵 アッロウン」というが、「圧乱」（戦乱を鎮める）と同音であり、しゃれ言葉で「太平 タイビン」とも言われる。戦乱が鎮まれば、天下太平という訳である。また、福州市には「扁肉燕」（福州語 ビェンニュッイェン）という、豚肉を叩き潰してサツマイモでん粉といっしょに練り込んだ独特の歯ごたえのワンタン用の皮があり「燕」とも略される。この二つの素材を組み合わせた料理が「太平燕」であり、「燕」は「宴」と同音であることから、「太平宴」（平和なうたげ）として縁起が良い名前となり、結婚式などの宴席料理として作られている。台湾海峡を隔てて、福州出身者が少なくない台湾においても、宴会料理として出される場合がある。
なお、中国語の方言で鳥の卵を「卵」と呼ぶのは浙江省南部、福建省、広東省東部、北部、西部、海南省などと台湾に限られ、他の地域では「蛋」と呼ぶため、しゃれ言葉にならないばかりか、「鴨蛋」（アヒルの卵）には、テストの「零点」という意味もあり、めでたいイメージはない。

## 日本の太平燕

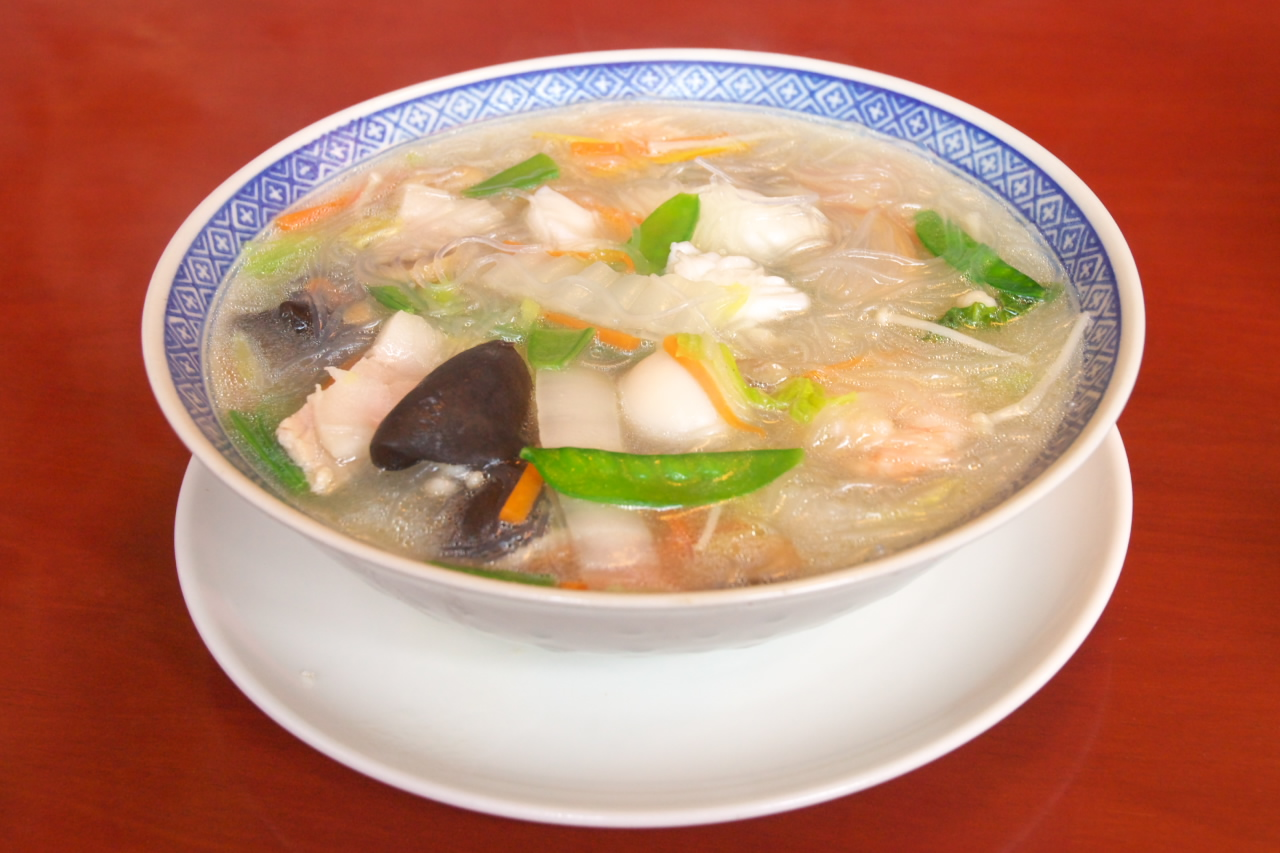
日本の太平燕

「たいぴーえん」または「たいぴんえん」は、福州料理の太平燕を明治時代に華僑が日本に伝えたものと言われる。伝来後は、日本で入手しづらいアヒルの卵の代わりにニワトリの揚げ卵（虎皮蛋）を、扁肉燕の代わりに春雨を用いるようになったものが現在の太平燕の元となったという説がある。このアレンジによって、それまでスープ料理であった太平燕が麺料理に変質した。
日本では長崎県、福岡県、神奈川県、東京都などの個別の中華料理店と、熊本を拠点にして日本各地に店舗を持つ味千ラーメンのメニューにあるのを除けば、基本的に熊本県中部においてしか見られず、ご当地グルメと位置付けされている。熊本市周辺では中華料理店のメニューの定番としてみられ、市の学校給食でも出されるポピュラーな料理である。2008年9月に日高屋がメニューに採用したことで関東地方の一部地域でも食べられるようになった。このことについては「秘密のケンミンSHOW」（読売テレビ）でも紹介された。現在は熊本市のみならず南の宇土市、宇城市（小川）さらには県北部の南関町などでも小学校、中学校の学校給食に使われている。
太平燕はラーメンと同様、スープには醤油、塩、トンコツなどの味のバリエーションが存在する。また揚げ卵ではなくゆで卵やウズラの卵が入っていたりするなど、店舗や家庭によって千差万別である。また、使用される春雨については中国産の緑豆春雨が中心であるが、馬鈴薯でんぷんを主原料とした日本産春雨を使用する場合もある。
近年は、比較的低カロリーな春雨を使用し、具に野菜を豊富に使うことから、「ヘルシー志向の麺」として注目されており、2005年には東洋水産、エースコック、西日本食品工業からカップ麺として発売された。また同年に、一部のコンビニでも販売された。さらに2006年にヨネザワフーズから国内産春雨を使用したカップ太平燕が発売されている。具をレトルトパックにした商品もあり、味千ラーメンもこのような商品を販売している。
なお、長崎市内（長崎ではたいぴんえんと呼ぶ）では新地中華街の江山楼、中華園などがメニューに載せている。福建省出身の華僑は、長崎の興福寺などの寺院で行われる法事に参加する機会も多く、熊本と長崎の福建系華僑は互いに交流があったため、熊本から長崎にも伝わったとされる。

### 歴史
元祖は中華園（熊本市桜町「県民百貨店」8階、1933年創業、2015年閉店）と言われているが、会楽園（熊本市新町）や紅蘭亭（熊本市安政町）を発祥とする説もある。この点について勝谷誠彦は著書「イケ麺!」（新潮社）の中で、「これらの店が創業されたのが1933年から1934年頃で、華僑は横のつながりが強いために情報交換がなされていた可能性が強く、どこが発祥というのは分からないのではないか」と分析している。